# Пенхамо
Пе́нхамо (исп. Pénjamo) — город и административный центр одноимённого муниципалитета в мексиканском штате Гуанахуато. Численность населения, по данным переписи 2010 года, составила 40 070 человек.

## Название
Название Pénjamo происходит из языка пурепеча, и в дословном переводе означает: место кипарисов.

## История
В 1542 году город основал Дьего Хесучиуа.
В 1815 году Пенхамо практически полностью был уничтожен огнём, и восстановлен к 1830 году. В 1906 году он получает статус города.

## Инфраструктура
Город добился значительного прогресса в инфраструктуре. Он располагает широким выбором отелей до 4-х звёзд, спортивными комплексами и залами, различными торговыми центрами и магазинами. Также в городе обустроены парки и площади, работают современные и функциональные институты здравоохранения, а также школы, колледжи и университеты.